# سیارک ۲۲۰۸۲
سیارک ۲۲۰۸۲ (به انگلیسی: 22082 Rountree، نامگذاری:2000AD165) بیست و دو هزار و هشتاد و دومین سیارک کشف شده‌است که در ۸ ژانویه ۲۰۰۰ کشف شد.
قدر مطلق سیارک برابر ۲۰.۴ است.